# Таласон
Таласони су врста духова који се везују искључиво за грађевине, а никада за људе који живе у њима.
Према вјеровању, то је увијек несродничка душа, а не душа претка. Вјерује се да када неимари узидају живу особу у темељ, њена душа остаје трајно везана за ту грађевину као њен добри или зли заштитник - таласон. Таласон може постати и неки неопрезни пролазник чија сјенка падне на темељ. Онај чија је сјенка узидана обично се разболи и умре за четрдесет дана.
Ова митска бића су у српском предању добри духови. Они чувају зграде – куће, штале, амбаре... укућанима ни посетиоцима неће учинити никакво зло. Уколико су, наравно, посетиоци добронамерни. Ако неко приђе кући са лошим намерама, таласон постаје зао. Он је дух заштитник и штити грађевину од свих лоших људи.
Власи у Србији вјерују да су некада таласони настајали добровољном жртвом. Стари људи, којима се смрт ближи, тражили су од својих ближњих да их живе зазидају у кућу, како би њихова душа штитила кућу од злих демона. Дух жртве постаје заштитник нове грађевине - таласон.
Постоји вјеровање да ће несрећа пратити оне који се први вјенчају у новоизграђеној цркви. Како народни разум схвата, међу првим младенцима треба тражити онога који ће постати заштитник цркве. Изнето је мишљење да је то један од бројних примјера мијешања пријехришћанских и хришћанских вјеровања (уколико није касније настало сујеверје).
Таласон никада не напушта зграду коју чува и постоји све док та зграда постоји. Према неким вјеровањима, таласон може да се, магијским путем ослободи помоћу расковника. Расковник је магична трава која развезује све што је завезано, па тако и ове магијске везе. Таласон је најчешће добронамјеран, али може бити и зао и опасан, уколико неко покуша да опљачка, оштети или сруши зграду коју он штити.